# Lijst van rijksmonumenten in Weurt
De plaats Weurt telt 8 inschrijvingen in het rijksmonumentenregister. Hieronder een overzicht.
| Object | Oorspronkelijke functie? | Bouwjaar  | Architect   | Locatie                        | Coördinaten?                  | Nr.?   | Afbeelding        |
| --- | ------------------------ | --------- | ----------- | ------------------------------ | ----------------------------- | ------ | ----------------- |
| Sint-Andreaskerk | Kerk en kerkonderdeel    | 1895-1896 | C. Franssen | Kerkstraat bij 14              | 51° 51' 34" NB, 5° 49' 1" OL  | 523158 | Meer afbeeldingen |
| Voormalig dijkmagazijn | Opslag                   | 1900-1910 |             | Dijk 5                         | 51° 51' 37" NB, 5° 49' 12" OL | 523173 | Meer afbeeldingen |
| Villa "Roozenburg" | Woonhuis                 | ca. 1875  |             | Pastoor van der Marckstraat 56 | 51° 51' 27" NB, 5° 49' 20" OL | 523174 | Meer afbeeldingen |
| Boerderij met woongedeelte parallel aan de weg en haaks daarop gebouwd bedrijfsgedeelte                                                             | Boerderij                | 18e eeuw  |             | Jonkerstraat 20                | 51° 51' 15" NB, 5° 48' 30" OL | 9549   | Meer afbeeldingen |
| Klein Lindenhout | Boerderij                | 1838      |             | Jonkerstraat 30                | 51° 51' 13" NB, 5° 48' 22" OL | 9550   | Meer afbeeldingen |
| Boerderij op T-vormige plattegrond met dwars woonhuis onder rieten schilddak                                                                        | Boerderij                | ca. 1800  |             | Kerkstraat 23                  | 51° 51' 33" NB, 5° 48' 57" OL | 9552   | Meer afbeeldingen |
| Gepleisterde boerderij met lage verdieping en pannen schilddak                                                                                      | Boerderij                | 17e eeuw  |             | Pastoor van der Marckstraat 1  | 51° 51' 30" NB, 5° 48' 53" OL | 9553   | Meer afbeeldingen |
| Boerderij, waarvan het gepleisterde woongedeelte links een opkamer heeft en gedekt wordt door een deels met riet, deels met pannen gedekt schilddak | Boerderij                | 17e eeuw  |             | Scharsestraat 15               | 51° 51' 39" NB, 5° 48' 30" OL | 9554   | Meer afbeeldingen |